# Gerrit Hornung
Gerrit Hornung (* 13. Februar 1976 in Kassel) ist ein deutscher Rechtswissenschaftler und Professor für Öffentliches Recht, IT-Recht und Umweltrecht an der Universität Kassel.

## Werdegang
Hornung studierte von 1996 bis 2001 Rechtswissenschaften und Philosophie an der Albert-Ludwigs-Universität Freiburg und legte dort 2001 sein erstes juristisches Staatsexamen ab. Von 2001 bis 2002 folgte ein LL.M.-Studium an der University of Edinburgh. Im Anschluss war Hornung wissenschaftlicher Mitarbeiter in der von Alexander Roßnagel geleiteten Projektgruppe verfassungsverträgliche Technikgestaltung (provet) an der Universität Kassel und promovierte dort 2005. Von 2004 bis 2006 absolvierte er das Referendariat am Hanseatischen Oberlandesgericht und legte dort das zweite juristische Staatsexamen ab. Von 2006 bis 2011 war er erneut wissenschaftlicher Mitarbeiter an der Universität Kassel, wo er sich 2013 habilitierte und die Venia legendi für Öffentliches Recht, Europarecht, Technikrecht und Rechtstheorie erhielt.
Von 2011 bis 2015 war Hornung Professor für Öffentliches Recht, IT-Recht und Rechtsinformatik der Universität Passau und Sprecher des Instituts für IT-Sicherheit und Sicherheitsrecht (ISL). Seit 2015 ist er Professor für Öffentliches Recht, IT-Recht und Umweltrecht an der Universität Kassel und Direktor im Wissenschaftlichen Zentrum für Informationstechnik-Gestaltung (ITeG). Seine Arbeitsschwerpunkte umfassen die verfassungsrechtlichen Grundlagen des IT-Rechts, E-Government, IT-gestützte Geschäftsprozesse, Rechtsfragen informationstechnischer Ermittlungs- und Gefahrenabwehrmaßnahmen, Datenschutz- und IT-Sicherheitsrecht sowie die rechtswissenschaftliche Innovationstheorie. Sein Fachgebiet führt zu diesen Themen interdisziplinäre Verbundforschungsprojekte durch.
Für seine Dissertation „Die digitale Identität“ wurde Hornung 2006 mit dem Wissenschaftspreis der Deutschen Stiftung für Recht und Informatik ausgezeichnet.
Hornung ist seit 2019 Vorsitzender der Zentralen Ethikkommission der Universität Kassel, seit 2011 Mitglied im Beirat der Zeitschrift für Datenschutz und seit 2013 im Forschungsbeirat der Plattform Industrie 4.0 sowie seit 2022 Vertrauensdozent der Studienstiftung des deutschen Volkes.
Hornung ist der Sohn von Marianne Hornung-Grove, ehemalige Richterin und ehemaliges Mitglied des Hessischen Staatsgerichtshofs.

## Werk (Auszug)

### Autor
- Die digitale Identität. Rechtsprobleme von Chipkartenausweisen: Digitaler Personalausweis, elektronische Gesundheitskarte, JobCard-Verfahren, Nomos Verlagsgesellschaft, Baden-Baden 2005, ISBN 3-8329-1455-2, Volltextabruf.

- mit Jan Möller: Passgesetz und Personalausweisgesetz. Kommentar, Verlag C.H.Beck, München 2011, ISBN 3-4066-1579-1.
- Grundrechtsinnovationen. Habilitationsschrift, Reihe Jus Publicum, Mohr Siebeck Verlag, Tübingen 2015, ISBN 3-1615-3227-9.

### Herausgeber
- mit Ralf Müller-Terpitz (Hrsg.): Rechtshandbuch Social Media. 2. neu bearbeitete Auflage. Springer Verlag, Heidelberg 2021, ISBN 978-3-662-59449-0 (Erstausgabe:  2015).

- mit Spiros Simitis, Indra Spiecker gen. Döhmann (Hrsg.): Datenschutzrecht. DS-GVO/BDSG. 2., neu bearbeitete Auflage. Nomos Verlagsgesellschaft, Baden-Baden 2025, ISBN 978-3-8487-8958-0 (Erstausgabe:  2019).

- mit Martin Schallbruch (Hrsg.): IT-Sicherheitsrecht. Praxishandbuch. 2. neu bearbeitete  Auflage. Nomos Verlagsgesellschaft, Baden-Baden 2025, ISBN 978-3-7560-0496-6 (Erstausgabe:  2020).

- mit Anja Hentschel, Silke Jandt (Hrsg.): Mensch – Technik – Umwelt: Verantwortung für eine sozialverträgliche Zukunft. Festschrift für Alexander Roßnagel zum 70. Geburtstag. Nomos Verlagsgesellschaft, Baden-Baden 2020, ISBN 978-3-8487-7014-4.

- mit Indra Spiecker gen. Döhmann, Vagelis Papakonstantinou, Paul De Hert (Hrsg.): General Data Protection Regulation: Article-by-Article Commentary. Nomos Verlagsgesellschaft (in Kooperation mit C.H.Beck und Hart Publishing), Baden-Baden 2023, ISBN 978-3-8487-3372-9.